# Andamandrongo
Andamandrongo (Dicrurus andamanensis) är en asiatisk fågel i familjen drongor inom ordningen tättingar.

## Utseende och läten
Andamandrongon är en stor drongo med en kroppslängd på 28-29 cm (nominatformen) eller cirka 35 cm (dicruriformes). Fjäderdräkten är glansigt svart, med en lång och djupt kluven stjärt vars hörn är vridna inåt. Näbben är kraftig med krokformad övre näbbhalva. Sången består av en enhetlig serie upprepade strofer med högljudda, synkoperade toner.

## Utbredning och systematik
Andamandrongo förekommer endast på öar i Bengaliska viken. Den delas in i två underarter med följande utbredning:
- Dicrurus andamanensis andamanensis – förekommer på alla huvudöar i södra Andamanerna
- Dicrurus andamanensis dicruriformis – förekommer på öarna Great Coco och Table samt i norra Andamanöarna

Arten är stannfågel.

## Levnadssätt
Andamandrongon hittas i städsegrön och lövfällande fuktiga tropiska skogar, men även i mer öppen skog och snåriga buskmarker. Födan består huvudsakligen av flygande insekter, bland annat myror, som vanligen fångas i luften. Bon har hittats från början av april till mitten av maj.

## Status och hot
Arten har ett stort utbredningsområde och en stor population, men tros minska i antal, dock inte tillräckligt kraftigt för att den ska betraktas som hotad. Internationella naturvårdsunionen IUCN kategoriserar därför arten som livskraftig (LC). Undersökningar visar att andamandrongon är ganska vanlig i rätt miljö.